# Alexander Macmillan, 2. Earl of Stockton

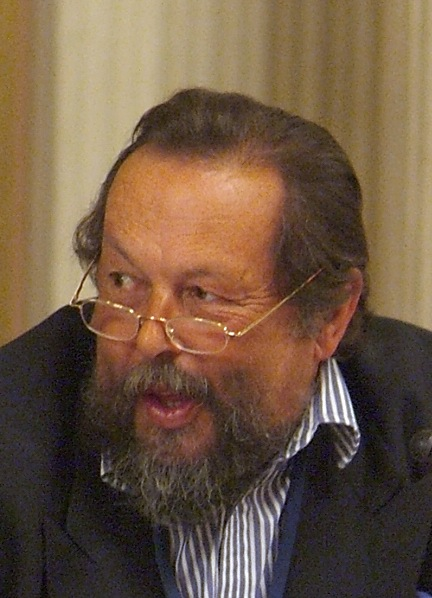
Alexander Macmillan, 2. Earl of Stockton

Alexander Daniel Alan Macmillan, 2. Earl of Stockton (* 10. Oktober 1943 in Oswestry, Shropshire) ist ein britischer Politiker und Mitglied der Conservative Party. 

## Leben und politische Karriere
Er ist der älteste Sohn des Maurice Victor Macmillan, Viscount Macmillan of Ovenden aus dessen Ehe mit Hon. Katherine Ormsby-Gore, Tochter des William Ormsby-Gore, 4. Baron Harlech.
Er besuchte das Eton College und studierte an der Universität von Paris und der University of Strathclyde. In den 1980er Jahren war er Vorstandsmitglied von Macmillan Publishers Ltd., einem Verlagshauses das lange in Besitz der Familie Macmillan war, bis die Familie es zwischen 1995 und 1999 schrittweise an die deutsche Verlagsgruppe Georg von Holtzbrinck verkaufte.
Als sein Großvater Harold Macmillan, 1. Earl of Stockton, 1986 starb, erbte er dessen Adelstitel Earl of Stockton, da sein Vater bereits 1984 verstorben war. Mit dem Titel war damals ein Sitz im House of Lords verbunden. Mit Inkrafttreten des House of Lords Act 1999 verlor er seinen erblichen Parlamentssitz. Mehrere Versuche, bei Nachwahlen einen der Sitze zu erlangen, die für erbliche Peers reserviert sind, blieben erfolglos. Von 1999 bis 2004 war er als Mitglied der Europäischen Volkspartei für den Wahlbezirk South West England Abgeordneter im Europäischen Parlament.
Im Mai 2011 wurde Macmillan zum Mitglied des District Councils von South Bucks gewählt.

## Ehen und Nachkommen
In erster Ehe heiratete er 1970 Helene Birgette Hamilton. Die Ehe wurde 1991 geschieden. Aus dieser Ehe gingen drei Kinder hervor:
- Daniel Maurice Alan Macmillan, Viscount Macmillan of Ovenden (* 1974)
- Lady Rebecca Elizabeth Macmillan (* 1980)
- Lady Louisa Alexandra Macmillan (* 1982)

In zweiter Ehe heiratete er am  23. Dezember 1995 Miranda Quarry. Diese war zuvor bereits mit Peter Sellers (1925–1980) und Sir Nicholas Nuttall, 3. Baronet (1933–2007), verheiratet.